# Temporada 1953-1954 del Club Joventut Badalona
La temporada 1953-1954 va ser la 15a temporada en actiu del Club Joventut Badalona des que va començar a competir de manera oficial. En aquesta temporada va ser subcampió de la Copa del Generalíssim, i es va proclamar campió del XXIX Campionat de Catalunya per tercer any consecutiu.

## Resultats
Campionat d'Espanya - Copa del Generalíssim
El Joventut va ser subcampió d'aquesta edició de la Copa del Generalíssim. Va ser primer del seu grup de semifinals, però va perdre a la final, disputada a Madrid, davant el Reial Madrid CF per 56 a 41, equip al que havia derrotat a la final d'aquesta mateixa competició la temporada anterior.
Campionat de Catalunya
La Penya es va proclamar campiona del Campionat de Catalunya per tercera vegada consecutiva, sent aquest el seu quart trofeu d'aquesta competició. Segon classificat va ser l'Espanyol i tercer el Sant Adrià.
Altres competicions
La Penya va guanyar la Copa Hernán després de derrotar a les eliminatòries el Sant Adrià i el Barcelona, i a la final el Sant Josep. També va guanyar un torneig que es va realitzar per celebrar la inauguració de la nova pista del Sant Josep, i el recentment creat Trofeig Samaranch.

## Plantilla
La plantilla del Joventut aquesta temporada va ser la següent:
| Club Joventut Badalona: plantilla 1953-54 |
| Jugadors                                  |
| Josep Brunet                              |
| Joaquim Ballester                         |
| Jaume Fajeda                              |
| Jordi Parra                               |
| Jordi Masferrer                           |
| Jaume Bassó                               |
| Joan Canals                               |
| Julio Canals                              |
| Quico Martínez                            |
| Roca                                      |
| Entrenador                                |
| Joaquim Broto                             |